# Dolichoderus mesosternalis
Dolichoderus mesosternalis es una especie extinta de hormiga del género Dolichoderus, subfamilia Dolichoderinae. Fue descrita científicamente por Wheeler en 1915.
Habitó en Polonia, Rusia y Lituania. Fue hallado en la región Báltica.